# Prosoplus bialbomaculatus
Prosoplus bialbomaculatus là một loài bọ cánh cứng trong họ Cerambycidae.